# HMS Penelope (97)
«Пінелопі» (97) (англ. HMS Penelope (97) — військовий корабель, головний в серії легких крейсерів типу «Аретьюза» Королівського військово-морського флоту Великої Британії.

## Історія створення
«Пінелопі» (97) був закладений 30 травня 1934 на верфі Harland and Wolff, Белфаст (Велика Британія) і спущений на воду 15 жовтня 1935. До складу Королівського ВМС крейсер увійшов 13 листопада 1936.